# Ceratosanthes palmata
Ceratosanthes palmata är en gurkväxtart som först beskrevs av Carl von Linné, och fick sitt nu gällande namn av Ignatz Urban. Ceratosanthes palmata ingår i släktet Ceratosanthes och familjen gurkväxter. Inga underarter finns listade i Catalogue of Life.